# Nukufufulanoa
Nukufufulanoa est un îlot de Wallis-et-Futuna situé au nord du lagon de Wallis, dans le district de Hihifo.

## Toponymie
Le nom Nukufufulanoa est composé de nuku, un terme présent dans de nombreuses langues polynésiennes signifiant « terre », « île » ou « sol sableux ».